# Euphilotes enoptes
Euphilotes enoptes är en fjärilsart som beskrevs av Jean Baptiste Boisduval 1852. Euphilotes enoptes ingår i släktet Euphilotes och familjen juvelvingar. Inga underarter finns listade i Catalogue of Life.